# Нафта смолиста
Нафта смолиста (рос. нефть смолистая; англ. resin oil; нім. harzhaltiges Erdöl n, Teererdöl n) — нафта з вмістом смол, який змінюється в межах 8-28% (за деякими авторами, в межах 5-15%).
Смолисті нафти мають густину, близьку до одиниці. Високов'язкі. На густину нафти істотно впливає наявність розчинених газів, фракційний склад нафти і кількість смолистих речовин в ній. У більшості випадків, чим більше геологічний вік і відповідно більше глибина залягання пласта, тим меншу густину має нафта.

## Нафта малосмолиста
Нафта малосмолиста (рос. нефть малосмолистая; англ. low-tar oil, нім. harzarmes Erdöl n) – нафта з вмістом смол до 8% (за деякими авторами до 5%).

## Нафта сильносмолиста
Нафта сильносмолиста (рос. нефть сильносмолистая; англ. extra-pitchy petroleum, very tarry oil; нім. stark harzhaltiges Erdöl n) – нафта з вмістом смол понад 28% (за деякими авторами понад 15%).